# Центрополігон
Центрполіго́н (рос. Центрполигон) — селище у складі Тегульдетського району Томської області, Росія. Входить до складу Тегульдетського сільського поселення.

## Населення
Населення — 82 особи (2010; 138 у 2002).
Національний склад (станом на 2002 рік):
- росіяни — 74 %